# Latrunculia spinispiraefera
Latrunculia spinispiraefera är en svampdjursart som beskrevs av Brøndsted 1924. Latrunculia spinispiraefera ingår i släktet Latrunculia och familjen Latrunculiidae. Inga underarter finns listade i Catalogue of Life.